# Emmelsum
Emmelsum ist einer der jüngeren Ortsteile der Stadt Voerde (Niederrhein) im Kreis Wesel, Nordrhein-Westfalen, und zählt ca. 300 Einwohner.

## Lage
Emmelsum liegt 6,5 km nordwestlich vom Kernort Voerde an der Landesstraße 4 und der Kreisstraße 12. Begrenzt wird der Ortsteil im Westen vom Rhein, im Norden vom Wesel-Datteln-Kanal, im Osten von Friedrichsfeld (die Kreisbahn bildet die Grenze) und Ork sowie Spellen im Süden.

## Geschichte
Die Bauerschaft Emmelsum war nie selbstständig. Der Ort gehörte bis 1922 zur Gemeinde Spellen. Spellen war seit 1815/16 Teil der Bürgermeisterei Götterswickerhamm im Kreis Dinslaken, ebenso wie die Gemeinden Voerde (Niederrhein), Mehrum, Görsicker, Möllen und Löhnen. Der Name der Bürgermeisterei wurde 1911 in Bürgermeisterei Voerde (Niederrhein) geändert. Spellen wurde zusammen mit Möllen 1922 nach Voerde eingemeindet. Aus der Bürgermeisterei Voerde wurde 1928 das Amt Voerde (Niederrhein). 1950 entstand durch die Vereinigung der Gemeinden Löhnen und Voerde die neue Gemeinde Voerde. Zum 1. Januar 1975 wurde im Zuge des 2. Neugliederungsprogramms ein Teil Emmelsum nördlich des Wesel-Datteln-Kanals an die Stadt Wesel angegliedert.

## Sehenswürdigkeiten
Der kleine Ort hat keine besonderen Sehenswürdigkeiten. Der Bereich um den Hafen Emmelsum ist Gewerbegebiet. Einen Großteil von Emmelsum nehmen die Aluminiumhütte und die angrenzende Anodenfabrik ein, die seit 2014 zu Trimet Aluminium gehören (zuvor: Voerde Aluminium GmbH). Der restliche Teil liegt im Naturschutzgebiet Rheinvorland (Wardweide). Die Schleuse Friedrichsfeld am Wesel-Datteln-Kanal liegt auf Emmelsumer Gebiet.
Für ihren Dokumentarfilm über Emmelsum „Das offenbare Geheimnis“ (2015) erhielt Eva Könnemann (* 1973) zahlreiche Ehrungen, unter anderem den Deutschen Kurzfilmpreis in Gold.